# 植村和秀
植村 和秀（うえむら かずひで、1966年 - ）は、日本の政治学者（政治思想史・ナショナリズム論）。京都産業大学法学部教授。合同会社植村文庫業務執行社員。

## 略歴
京都府京都市生まれ。東大寺学園高校を経て、1988年京都大学法学部卒業。
1988年京都大学法学部助手（学士助手）、1992年京都産業大学法学部講師、1997年同助教授を経て、2004年から教授。

## 著作

### 単著
- 『丸山眞男と平泉澄――昭和期日本の政治主義』（柏書房［パルマケイア叢書］、2004年）
- 『「日本」への問いをめぐる闘争――京都学派と原理日本社』（柏書房［パルマケイア叢書］、2007年）
- 『昭和史の教訓と現在の中国——国家理性の危機』（植村文庫、2008年）、私家版
- 『昭和の思想』（講談社選書メチエ、2010年）
- 『日本のソフトパワー　本物の<復興>が世界を動かす』（創元社、2012年）
- 『ナショナリズム入門』（講談社現代新書、2014年）
- 『折口信夫―日本の保守主義者』（中公新書、2017年）

### 共編著
- （河原祐馬）『外国人参政権問題の国際比較』（昭和堂、2006年）

### 共著
- （野田宣雄、瀧井一博、佐藤卓己、野村耕一、竹中亨）『よみがえる帝国―ドイツ史とポスト国民国家』（ミネルヴァ書房、1998年）
- （芹沢一也、荻上チキ、中島岳志、片山杜秀、高田里惠子、田中秀臣）『日本思想という病』（光文社［SYNODOS READINGS］、2010年）

### 共訳
- ヘルムート・クヴァーリチュ編『カール・シュミットの遺産』（風行社、1993年）
- ジョージ・モッセ『フェルキッシュ革命――ドイツ民族主義から反ユダヤ主義へ』（柏書房［パルマケイア叢書］、1998年）

## 放送出演
- 日本人は何を考えてきたのか 西田幾多郎（NHK、2013年1月20日）
  - 福岡伸一（青山学院大学）、藤田正勝（京都大学教授）と共に。同年にNHK出版で書籍化